# 克里夫蘭蜘蛛
克里夫蘭蜘蛛（Cleveland Spiders）是一支存在於1887年與1899年間的國家聯盟球隊，根據地在俄亥俄州克里夫蘭。在1889年至1890年間，球隊的主場在國家聯盟球場；1891年至1899年間，球隊的主場在聯盟球場。
蜘蛛隊最初是於1887年在美國協會出賽，早期實力不強。不過在1890年，也就是加入國家聯盟以及簽下未來進入棒球名人堂的投手賽·揚的一年之後，開始變強。

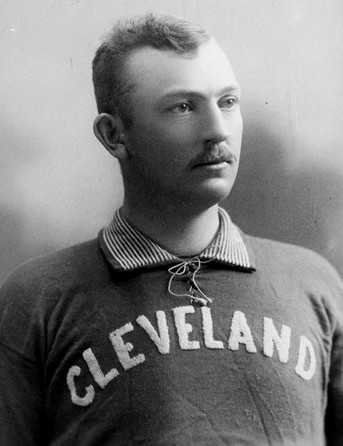
1891年時的賽·揚

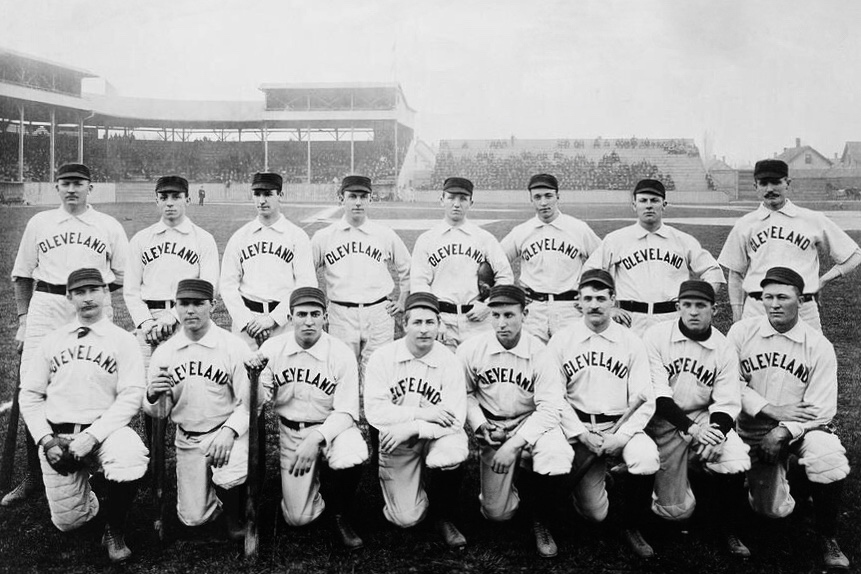
1892年，克里夫蘭蜘蛛全體成員合照

1892年球季是他們表現最好的一個球季，93勝56敗，聯盟排名第二。在這個球季裡，賽·揚的投手表現傑出，而且Nig Cuppy也有傑出的新人年表現。1895年，他們贏得了坦波盃（Temple Cup），也就是當時的世界大賽。在球隊的最後幾年，他們持續地獲得優勝。
到了1899年，蜘蛛隊的老闆們買下了聖路易布朗隊。他們覺得棒球隊在聖路易應該會吸引更多的球迷，所以他們把大部分的球星，包括賽·揚，轉到聖路易。最後一年的蜘蛛隊是美國職棒史上最差的球隊，20勝134敗，跟排名第一的布魯克林道奇有84場的勝差。球季的最後一個月，蜘蛛隊大多進行客場的比賽，因為主場觀眾少得可憐。最後它成為球季末被逐出國家聯盟的四隊之一。1901年，克里夫蘭成立了一支新的球隊，並加入美國聯盟。此後就再也沒有聽過蜘蛛隊這個名字了。

## 外部連結
- Baseball-reference.com: Cleveland Spiders statistics （页面存档备份，存于）
- Encyclopedia of Cleveland History: Cleveland Spiders （页面存档备份，存于）